# 第12砲兵連隊 (フランス軍)
第12砲兵連隊（だいじゅうにほうへいれんたい、12e régiment d'artillerie：12e RA）は、バ＝ラン県アグノーに駐屯する、独立砲兵旅団隷下のフランス陸軍のロケット砲連隊である。
兵種は砲兵、伝統的区分も砲兵である。

## 沿革
- 1834年：第12砲兵連隊として創設される。
- 1914年：第1次世界大戦に参加。各地を転戦する。
- 1940年：第2次世界大戦に参加。北アフリカ戦線やイタリア戦線を転戦する。
- 2009年：解散。

## 最新の部隊編成
- 連隊本部
- 本部管理中隊
- 砲兵情報中隊
- 第1中隊 - MLRS
- 第2中隊 - MLRS
- 第3中隊 - MLRS
- 整備中隊
- 対砲レーダー中隊
- 予備訓練中隊

### 定員
- 連隊の人員構成としては、約1,000名からなる。
- MLRSを24両、重迫撃砲を装備する。

## 主要装備
- GIAT BM92-G1
- FA-MAS
- AA-52
- 12.7mm重機関銃
- MLRS
- RTF1 120mm迫撃砲
- VOA（砲兵観測車）
- PCR（気象レーダー）
- VAB
- P4
- GBC 180
- TRM 2000
- TRM 10000